# ونیز-آن-کبک، کبک
ونیز-آن-کبک (به فرانسوی: Venise-en-Québec) شهری در منطقه شهری لو او-ریشولیو ناحیه مونترژی در استان کبک کانادا است. در سرشماری سال ۲۰۱۱ این شهر ۱٬۴۱۴ نفر جمعیت داشته‌است و مساحت آن ۱۳٫۵۷ کیلومتر مربع است.